# Балта-Серате
Балта-Серате (рум. Balta Sărată) — село у повіті Телеорман в Румунії. Входить до складу комуни Кринджень.
Село розташоване на відстані 111 км на південний захід від Бухареста, 40 км на захід від Александрії, 87 км на південний схід від Крайови.

## Населення
За даними перепису населення 2002 року у селі проживали 918 осіб.
Національний склад населення села:
| Національність | Кількість осіб | Відсоток |
| -------------- | -------------- | -------- |
| румуни         | 876            | 95,4%    |
| цигани         | 42             | 4,6%     |

Рідною мовою назвали:
| Мова      | Кількість осіб | Відсоток |
| --------- | -------------- | -------- |
| румунська | 883            | 96,2%    |
| циганська | 35             | 3,8%     |